# Makyo
Pour les articles homonymes, voir Pierre Fournier et Fournier.
Pierre Fournier, dit Makyo ou parfois Pierre Makyo, est un auteur de bande dessinée français, né le 16 juillet 1952 à Dunkerque. Il est notamment connu pour la série Balade au bout du monde, publiée à partir de 1981.

## Biographie
Makyo commence sa carrière dans Le Journal de Spirou et dans le journal Pistil avec la série des Polluks. Il commence à se faire connaître dans les années 1980 avec la série Jérôme K. Jérôme Bloche dessinée par Dodier et l’album Le Roi Rodonnal. C'est en créant avec Laurent Vicomte la série Balade au bout du monde, en 1981, qu'il connaît le succès. Vicomte est le dessinateur du premier cycle (1981-1989) de la série ; Hérenguel, Faure et Laval Ng lui succèdent.
En parallèle, Makyo écrit et dessine seul la série Grimion Gant de Cuir. Il abandonne le dessin au tournant des années 2000 pour se consacrer exclusivement à l'écriture de scénarios.
En 2008, Makyo et Frédéric Bihel publient Exauce-nous (Futuropolis), histoire d'un amnésique au Mans et à La Chartre-sur-le-Loir.
En 2013, lors du festival de bande dessinée Normandiebulle, les détenus d'établissements pénitentiaires de la région attribuent le prix « Hors les murs » à Tout sauf l'amour de Makyo et Bihel.
En 2019, Makyo scénarise pour Alessia Buffolo la série jeunesse Obie Koul, dont le héros est issu d'une mère terrienne et d'un père extraterrestre. Les parents étant séparés, Obie se rend sur la planète de son père un week-end sur deux. Ce récit de science-fiction aborde également le thème du harcèlement en milieu scolaire. Lors du festival Bd BOUM 2019, le premier volume reçoit le prix du conseil départemental de Loir-et-Cher et, au festival d'Angoulême 2020, le prix des collèges. Un deuxième volume paraît en 2020.

### Famille
Il est le frère du scénariste de bande dessinée Toldac.

## Œuvres
- Balade au bout du monde, Glénat :

Avec Laurent Vicomte au dessin :
1. La Prison, 1982  (ISBN 2-7234-0316-5).
2. Le Grand Pays, 1984  (ISBN 2-7234-0411-0).
3. Le Bâtard, 1985  (ISBN 2-7234-0571-0).
4. La Pierre de folie, 1988  (ISBN 2-7234-0982-1).

Avec Éric Hérenguel au dessin :
1. Ariane, 1992  (ISBN 2-7234-1543-0).
2. A-ka-tha, 1993  (ISBN 2-7234-1687-9).
3. La Voix des maîtres, 1994  (ISBN 2-7234-1735-2).
4. Maharani, 1995  (ISBN 2-7234-1976-2).

Avec Michel Faure au dessin :
1. Les Véritables, 1997  (ISBN 2-7234-2400-6).
2. Blanche, 1998  (ISBN 2-7234-2610-6).
3. Rabal le guérisseur, 1999  (ISBN 2-7234-2874-5).
4. L'Œil du poisson, 2000  (ISBN 2-7234-3206-8).

Avec Laval Ng au dessin :
1. Les Pierres Levées, 2003  (ISBN 2-7234-3718-3).
2. Pierres invoquées, 2005  (ISBN 2-7234-4369-8).
3. Pierres envoûtées, 2006  (ISBN 2-7234-5013-9).
4. Pierres de vérité, 2008  (ISBN 978-2-7234-5725-5).

Avec Michel Faure, Éric Hérenguel, Claude Pelet, Laval NG au dessin
1. Épilogue, 2012  (ISBN 978-2-7234-7738-3)[6],[7].

- Le Roi Rodonnal, Futuropolis, coll. « Hic et nunc », 1984. Réédité en 1987 par Glénat dans sa collection « Circus Évasion »  (ISBN 2-7234-0783-7).
- Grimion Gant de Cuir, Glénat (coll. « Caractère » à partir du tome 3) :

1. Sirène, 1984  (ISBN 2-7234-0427-7).
2. Le Corbeau blanc, 1985  (ISBN 2-7234-0529-X).
3. La Petite Mort, 1987  (ISBN 2-7234-0824-8).
4. Le Pays de l'arbre, 1992  (ISBN 2-7234-1438-8).

- Gully (scénario), avec Alain Dodier (dessin), Dupuis :

1. Le Petit mélancolique, 1985  (ISBN 2-8001-1139-9). Première publication dans la collection « Carte blanche ».
2. Le Pays des menteurs, 1986  (ISBN 2-8001-1375-8).
3. Le Poisson bleu, 1987  (ISBN 2-8001-1495-9).
4. Le Petit Prince et les Agressicotons, 1988  (ISBN 2-8001-1562-9).
5. Bella et Ouisti, 1990  (ISBN 2-8001-1745-1).
6. Les Vengeurs d'injures, 2008  (ISBN 978-2-8001-4233-3).

- Jérôme K. Jérôme Bloche (scénario), avec Serge Le Tendre (coscénario des deux premiers tomes) et Alain Dodier (dessin), Dupuis :

1. L'Ombre qui tue, 1985  (ISBN 2-8001-1173-9).
2. Les Êtres de papier, 1985  (ISBN 2-8001-1174-7).
3. À la vie, à la mort, 1986  (ISBN 2-8001-1318-9).
4. Le Jeu de trois, 1987  (ISBN 2-8001-1572-6).

Les albums 4, 6 et les suivants sont scénarisés par Alain Dodier.
- Les Bogros (scénario et dessin), avec Toldac (coscénario), Dupuis :

1. La Grande Peur, 1988  (ISBN 2-8001-1554-8).
2. Les Petites Frousses, 1989  (ISBN 2-8001-1626-9).
3. Touchez pas au champignon !, 1990  (ISBN 2-8001-1654-4).

- Le Cycle des deux horizons (scénario), avec Christian Rossi (dessin), Delcourt, coll. « Conquistador » :

1. Jordan, 1990  (ISBN 2-906187-52-6).
2. Selma, 1991  (ISBN 2-906187-71-2).
3. Le Cœur du voyage, 1993  (ISBN 2-84055-013-X).

- Le Jeu de pourpre (scénario), avec Bruno Rocco (dessin), Glénat, coll. « Grafica » :

1. Le Rêve partagé, 1994  (ISBN 2-7234-1534-1).
2. Le Corps dispersé, 1995  (ISBN 2-7234-1729-8).
3. La Mort donnée, 1996  (ISBN 2-7234-1992-4).
4. Le Temple reconstruit, 1998  (ISBN 2-7234-2262-3).

Le Jeu de pourpre (intégrale), Glénat, coll. « Les Intégrales », 2009  (ISBN 978-2-7234-6964-7).
- Ikar (scénario), avec René Follet (dessin), Glénat, coll. « Grafica » :

1. Le Petit Prince barbare, 1995  (ISBN 2-7234-1885-5).
2. La Machine à arrêter la guerre, 1997  (ISBN 2-7234-2072-8).

- Le Cœur en Islande, Dupuis coll. « Aire libre », 2 vol., 1996  (ISBN 2-8001-2131-9) et 1998  (ISBN 2-8001-2451-2).
- Elsa (scénario), avec Michel Faure (dessin), Glénat, coll. « Caractère » :

1. Elsa, 1996  (ISBN 2-7234-2133-3).
2. Papillons secrets, 1997  (ISBN 2-7234-2266-6).
3. Le Danseur, 1999  (ISBN 2-7234-2741-2)[8].

- Graine de paradis t. 1 : Lise a souvent peur, Glénat, coll. « Caractère », 2000  (ISBN 2-7234-2949-0)[9],[10]. Remanié en 2004 comme no 1 de la nouvelle série L'Histoire de chaque jour.
- Lumière Froide, avec Eugenio Sicomoro au dessin, Glénat, coll. « Caractère » :

1. Éva, 2001  (ISBN 2-7234-3187-8)[11]
2. Le Feu de l'ancêtre, 2003  (ISBN 2-7234-3850-3).
3. Les Yeux de Luce, 2005  (ISBN 2-7234-4477-5).

- Alzéor Mondraggo (scénario), avec David Caryn (dessin), Vents d’Ouest :

1. La Pierre blanche, 2001  (ISBN 2-86967-932-7).
2. Le Prince rouge, 2002  (ISBN 2-7493-0031-2).
3. La Clé de l'amour, 2004  (ISBN 2-7493-0095-9).

- Qumran (scénario d'après le roman d'Éliette Abécassis), avec Stéphane Gemine (dessin), Glénat, coll. « La Loge noire » :

1. Le Rouleau du Messie, 2002  (ISBN 2-7234-3536-9).
2. Le Rouleau de la femme , 2005  (ISBN 2-7234-4195-4).
3. Livre III, 2013  (ISBN 978-2-7234-4743-0).

- Gregor Kyralina (scénario), avec Michel Méral (dessin), Glénat :

1. Amour empoisonné, 2002  (ISBN 2-7234-3535-0)[12].
2. Amour éclairé, 2004  (ISBN 2-7234-4117-2).

- Le Maître de peinture (scénario), avec Frédéric Richaud (coscénario) et Michel Faure (dessin), Glénat, coll. « Caractère » :

1. Éliza, 2003  (ISBN 2-7234-4011-7).
2. L'Inexplicable Don, 2004  (ISBN 2-7234-4422-8).
3. Premier Concert, 2005  (ISBN 2-7234-4968-8).

- A.D.N. (scénario), avec Toldac (coscénario) et Bruno Rocco (dessin), Glénat, coll. « Grafica » :

1. L'Espèce temps, 2003  (ISBN 2-7234-4089-3)[13].
2. Ange Noir, 2004  (ISBN 2-7234-4521-6).
3. Révélations, 2006  (ISBN 2-7234-5108-9).
4. Désert rouge, 2008  (ISBN 978-2-7234-5783-5). Second cycle, titré La Cible.

- Janotus (scénario), avec Alain Dodier (dessin), Loup, coll. « Traits d'humour », 2004  (ISBN 2-930283-69-6).
- L'Histoire de chaque jour, Glénat, coll. « Caractère » :

1. Lise a souvent peur, 2004  (ISBN 2-7234-4573-9)[14]. Version remaniée de l'album homonyme paru en 2000.
2. Pierre est parfois triste, 2004  (ISBN 2-7234-3502-4).

- Le Trésor du Temple (scénario), avec Éliette Abécassis (coscénario) et Laurent Seigneuret (dessin), Glénat, coll. « La Loge noire » :

1. Ils m'ont élu, 2007  (ISBN 978-2-7234-5345-5).
2. Construire un temple, 2008  (ISBN 978-2-7234-6006-4).
3. Le Rouleau d'argent, 2010  (ISBN 978-2-7234-6176-4).

- Prédiction, scénario), avec Massimo Rotundo (dessin), Delcourt, coll. « Machination » :

1. Fatale Mélodie, 2007  (ISBN 978-2-7560-0033-6).
2. Statue vivante, 2008  (ISBN 978-2-7560-0317-7).
3. Sur le fil, 2011  (ISBN 978-2-7560-1387-9).

- Je suis Cathare (scénario), avec Alessandro Calore (dessin), Delcourt :

1. Le Parfait introuvable, 2007  (ISBN 978-2-7560-0173-9).
2. Impardonnable pardonné, 2008  (ISBN 978-2-7560-1082-3).
3. Immensité retrouvée, 2009  (ISBN 978-2-7560-1552-1).
4. La Légèreté du monde, 2011  (ISBN 978-2-7560-2094-5).
5. Le Grand Labyrinthe, 2013  (ISBN 978-2-7560-2823-1).
6. Le Petit Labyrinthe, 2015  (ISBN 978-2-7560-4241-1).
7. L'Accomplissement, 2017  (ISBN 978-2-7560-7199-2).

- La Porte au Ciel (scénario), avec Eugène Sicomoro (dessin), Dupuis, coll. « Aire libre », 2 vol., 2008  (ISBN 978-2-8001-3715-5) et 2014  (ISBN 978-2-8001-4918-9).
- Khalil Gibran : La Vie de l'auteur du “Prophète” (scénario), avec Laval Ng (dessin), Adonis, coll. « Romans de toujours », 2008  (ISBN 978-995-349-317-6).
- Exauce-nous (scénario), avec Frédéric Bihel (dessin), Futuropolis, 2008  (ISBN 978-2-7548-0121-8)[15],[16].
- Les Bozons t. 1 : Un grand chef dans un petit corps (scénario et dessin), avec Toldac (dessin), Soleil, 2008  (ISBN 978-2-84946-919-4).
- Jean-Jacques (scénario), avec Frédéric Richaud (coscénario) et Bruno Rocco (dessin), Delcourt, coll. « Histoire & Histoires », 2009  (ISBN 978-2-7560-1491-3).
- Inversion t. 1 (scénario), avec Jerry Hulard (dessin), Dupuis, 2009  (ISBN 978-2-8001-3979-1).
- Destins t. 13 : La Vengeance (scénario), avec Frank Giroud (coscénario) et Rubén Pellejero (dessin), Glénat, coll. « Grafica », 2011  (ISBN 978-2-7234-6752-0).
- Yttrium t. 1 : Les Chants cosmiques (scénario), avec Mauro De Luca (dessin), Glénat, coll. « Grafica », 2012  (ISBN 978-2-7234-8435-0).
- Le Vent des Khazars (scénario), avec Federico Nardo (dessin), Glénat, coll. « Grafica », 2 vol., 2012  (ISBN 978-2-7234-5893-1) et 2013  (ISBN 978-2-7234-8696-5).
- Je suis le gardien de mon frère (scénario), avec Wei Liu (dessin), Glénat, 2012  (ISBN 978-2-7234-7633-1).
- Le Complot de Ferney-Voltaire (scénario), avec Frédéric Richaud (coscénario) et Didier Pagot (dessin), Glénat / Éditions du Patrimoine, 2012  (ISBN 978-2-7234-8953-9).
- Cercles de mystère t. 1 : Murielle (scénario), avec Laval Ng (dessin), Delcourt, coll. « Machination », 2012  (ISBN 978-2-7560-2362-5). Continué sous le titre Les Cercles de lumière en 2016.
- Tout sauf l'amour (scénario), avec Toldac (scénario) et Frédéric Bihel (dessin), Futuropolis, 2013  (ISBN 978-2-7548-0281-9).
- Les Pierres rouges t. 1 : Ombres au tableau (scénario), avec Antoine Quaresma (dessin), Delcourt, coll. « Machination », 2014  (ISBN 978-2-7560-4023-3).
- Un loup est un loup (scénario d'après le roman de Michel Folco), avec Federico Nardo (dessin), Glénat, coll. « Grafica », 2 vol., 2015  (ISBN 978-2-7234-9917-0 et 978-2-344-00570-5).
- Le Spirou de… t. 8 : La Grosse Tête (scénario), avec Toldac (coscénario) et Téhem (dessin), Dupuis, 2015  (ISBN 978-2-8001-5656-9).
- Manipulator : La Première BD qui décrypte toutes les formes de manipulation, Les Arènes, 2016  (ISBN 978-2-352-04492-5).
- Les Cercles de lumière, Éditions du Long Bec, 2016  (ISBN 979-10-92499-39-1). Édition intégrale de la série commencée en 2012 sous le titre Cercles de Mystère.
- Le Kabbaliste de Prague (scénario), avec Luca Raimondo (dessin), Glénat, coll. « Loge noire », 2 vol., 2016  (ISBN 978-2-344-00557-6) et 2017  (ISBN 978-2-344-01248-2).
- La Montagne invisible (scénario), avec Frédéric Richaud (coscénario) et Leomacs (dessin), Delcourt, coll. « Machination » :

1. Le Disque de Kailash, 2018  (ISBN 978-2-7560-3927-5).

- Les Deux Cœurs de l'Égypte (scénario), avec Eugène Sicomore et Alessandro Calore (dessin), Delcourt, coll. « Machination » :

1. La Barque des milliers d'années, 2018  (ISBN 978-2-7560-9750-3).
2. Le Petit Dieu, 2020  (ISBN 978-2-7560-9746-6).

- Bugz t. 1 : Même pas peur ! (scénario et dessin), avec Toldac (coscénario), Kennes, 2018  (ISBN 978-2-87580-612-3).
- Obie Koul (scénario), avec Alessia Buffolo (dessin), Kennes :

1. Un week-end sur deux chez mon père, 2019  (ISBN 978-2-87580-733-5).
2. Mon pouvoir caché, 2020  (ISBN 978-2-87580-814-1).
3. Résurrection, 2021  (ISBN 978-2-38075-136-9).

- Malaurie, l'appel de Thulé (scénario), avec Frédéric Bihel (dessin), Delcourt, novembre 2019 (ISBN 978-2-7560-9591-2)[17].
- La Solution Pacifique - L'Art de la paix en Nouvelle-Calédonie, avec Jean-Edouard Grésy (coscénario) et Luca Casalanguida (dessin), Delcourt, 2021 (ISBN 978-2413027430).
- Apprendre à maîtriser son destin : Mémoire vive (scénario), avec Riccardo La Bella et Leomacs (dessin), Glénat, coll. « Les Nouvelles Routes de Soi », 2020  (ISBN 978-2-344-03137-7).
- Effet miroir, scénario), dessin de Laval NG, Delcourt, août 2020  (ISBN 978-2413017097)[18].
- Janvier, le jour où nous avons été applaudis, avec Jean-Edouard Grésy (coscénario) et Luca Casalanguida (dessin), Éditions du Rocher, 2025  (ISBN 978-2-268-11133-9).
- Louis XI, l'universelle araignée, avec Jean-Edouard Grésy (coscénario) et Francesco de Stena (dessin), Delcourt, 2025 (ISBN 978-2413041696).

## Prix
- 1985 :  Prix Saint-Michel du public pour Les Êtres de papier (Jérôme K. Jérôme Bloche, t. 2), avec Alain Dodier et Serge Le Tendre
- 1991 : prix Jacques Lob
- 1998 : Prix Tournesol pour Ikar, t. 2 (avec René Follet)
- 2019 : Prix Conseil départemental pour Obie Koul
- 2020 : Prix des collèges au Festival d'Angoulême 2020, avec Alessia Buffolo, pour Obie Koul t. 1[19]